# Štrucljevo
Štrucljevo är en ort i Kroatien.   Den ligger i länet Krapina-Zagorjes län, i den norra delen av landet, 27 km norr om huvudstaden Zagreb. Štrucljevo ligger 148 meter över havet och antalet invånare är 368.
Terrängen runt Štrucljevo är huvudsakligen platt. Štrucljevo ligger nere i en dal. Runt Štrucljevo är det ganska tätbefolkat, med 239 invånare per kvadratkilometer. Närmaste större samhälle är Zabok, 3,2 km söder om Štrucljevo. Omgivningarna runt Štrucljevo är en mosaik av jordbruksmark och naturlig växtlighet.